# هيتمان غو
هيتمان غو (بالإنجليزية: Hitman Go) هي لعبة فيديو مبنية على أساس الأدوار تم تطويرها بواسطة Square Enix Montreal ونشرتها سكوير إنكس. تم الإعلان عن اللعبة في فبراير 2014، وتم إصدارها لنظام آي أو إس في أبريل 2014 ولأندرويد في يونيو 2014. تم إصدار إصدارات ويندوز وويندوز فون في العام التالي في أبريل 2015. وفي فبراير 2016، تم إصدار النسخة النهائية على بلاي ستيشن 4 وبلاي ستيشن فيتا وعلى لنكس وويندوز عبر ستيم. هي أول لعبة تم تطويرها بواسطة سكوير إينكس، وهو استوديو تأسس عام 2011. بدأ تطوير اللعبة في عام 2013 بواسطة أحد عشر شخصًا باستخدام محرك لعبة يونيتي.
يواجه العميل 47، بطل سلسلة Hitman، من خلال سلسلة من المستويات المبنية على شكل مربعات. تتكون المستويات من عقد وخطوط، ويتم تقديمها مثل لعبة لوحية حيث تكون الشخصيات مصغرة. يمكن إرسال شخصيات العدو بالانتقال إلى العقدة التي يشغلونها أثناء الدور، على غرار لعبة الشطرنج. مع تقدم اللاعب عبر المستويات، يتم تقديم أنواع وآليات عدو جديدة لزيادة تعقيد حلول الألغاز.
بعد الإعلان عنها، قوبلت هيتمان غو ببعض الشكوك من النقاد. ومع ذلك، تلقت اللعبة استقبالًا إيجابيًا مع الثناء على الفن والجماليات وآليات اللعب البسيطة وإدخال سلسلة هيتمان إلى الاجهزة المحمولة. كما تلقت العديد من الترشيحات والجوائز من منشورات الألعاب ومنظمات الجوائز. تم إصدار خليفة ضمن سلسلة Tomb Raider، بعنوان لارا كروفت غو، في أغسطس 2015.

## اللعب
هيتمان غو هي لعبة فيديو ألغاز تعتمد على نمط الأدوار وهي جزء من سلسلة ألعاب الفيديو هيتمان. يتم تعيين كل مستوى في اللعبة على لوحة قائمة على الشبكة تتكون من عقد وخطوط مترابطة. العقد هي مواضع يمكن للاعب أو الأعداء شغلها وتستخدم الخطوط للتنقل بين العقد أثناء الدوران. يتحكم اللاعبون في بطل السلسلة، العميل 47. باستخدام ضوابط الشاشة التي تعمل باللمس، يقوم اللاعب أثناء الدوران بالتمرير على طول خط في الاتجاه الذي يريد أن يتحرك فيه العميل 47. في «الإصدار النهائي» على جهاز الكمبيوتر، يتم استبدال الضرب بنقرة، مع الاستمرار، والسحب باستخدام الماوس. بمجرد أن يكمل اللاعب دوره، سيتحرك جميع الأعداء الموجودين على اللوحة في نفس الوقت. كل مستوى له هدف رئيسي للإنجاز، مثل توجيه العميل 47 إلى نقطة النهاية أو اغتيال هدف معين. يمكن للاعب اغتيال الأعداء بالانتقال إلى عقدة الهدف، وبالمثل يمكن أن يقتل اللاعب من قبل الأعداء الذين يتحركون إلى عقدة اللاعب.
تصبح المستويات أكثر تعقيدًا مع تقدم اللاعب، حيث يتم إدخال آليات مختلفة وأنواع جديدة من الأعداء. يرتدي كل نوع من الأعداء لونًا فريدًا، مما يسمح للاعب بالتعرف على أنماط حركته. يظل بعض الأعداء ثابتون أو يدورون على عقدة واحدة، بينما يقوم الآخرون بدوريات على اللوحة على طول طريق معين. قد تتطلب المراحل اللاحقة من اللاعب جمع المفاتيح الموجودة على اللوحة وفتح الأبواب التي تمنع الوصول إلى هدف المستوى. تقوم البوابات بتوصيل موقع واحد على اللوحة بآخر وتسمح للاعب بالتنقل بينها أثناء الدور. تحتوي بعض العقد على نباتات محفوظة في وعاء، ولن يتم اكتشاف اللاعب أثناء احتلال هذه العقد. يمكن العثور على التنكرات الملونة وتجهيزها للسماح للاعب بالسير عبر الاعداء من نفس اللون دون أن يتم اكتشافه. هناك أشياء يمكن رميها تُستخدم لتعطيل أنماط سلوك العدو وتغييرها. يمكن أيضًا العثور على الأسلحة النارية في مستويات معينة، حيث يتم استخدامها لإطلاق النار على أهداف أو عوائق من مسافة بعيدة.
تحتوي معظم المستويات على أهداف إضافية مثل جمع حقيبة أو إنهاء المستوى دون قتل أي شخص، وإكمال هذه الأهداف يكافئ اللاعب بالنجوم. تستخدم النجوم لفتح الفصل التالي من المستويات. بدأت اللعبة بخمسة فصول مختلفة، أحدها مستوحى من مستوى من هيتمان 2: بلود موني. بعد الإطلاق، تمت إضافة فصلين إضافيين، يعتمد أحدهما على مستوى من هيتمان 2: سايلنت أساسين. تتميز اللعبة بعمليات الشراء داخل التطبيق والتي توفر تلميحات للألغاز أو تفتح فصول المستوى على الفور.

## التطوير والإطلاق
تم تطوير هيتمان غو بواسطة استوديو ألعاب الفيديو الكندي سكوير إينكس مونتريال. وهي أول لعبة من هذا الاستديو الذي تأسس في أواخر عام 2011 من قبل موظفي استوديوهات سكوير إنكس يورب. عند التأسيس، أعلن الاستوديو أن مشروعهم الأول سيكون لعبة فيديو جديدة في سلسلة هيتمان. كان الطموح الأصلي للاستوديو هو إنشاء ألعاب وحدة تحكم ثلاثية الأبعاد ضمن السلسلة وتوسيعها إلى فريق من 150 شخصًا. بعد عام، بينما كان الفريق لا يزال يتوسع، تم إلغاء لعبة وحدة التحكم وحول الاستوديو تركيزه إلى ألعاب الهاتف المحمول. أدى هذا الانتقال إلى ترك حوالي ثلث الموظفين فريق التطوير.
خلال مرحلة وضع التصور، كان هناك أربعة أشخاص يعملون في Hitman Go. تم بناء النماذج الأولية على الورق باستخدام الشخصيات المرسومة. تم إطلاق المشروع وإعطاء الضوء الأخضر للإنتاج في منتصف عام 2013. عمل دانيال لوتز كمدير إبداعي، وبلغ حجم الفريق ذروته عند أحد عشر شخصًا طوال الفترة المتبقية من تطوير اللعبة. درس الاستوديو العديد من المحركات المختلفة لبناء اللعبة، لكنه اختار Unity في وقت مبكر لأنه يدعم منصات الهاتف المحمول الرئيسية، وكان لبعض أعضاء فريق التطوير خبرة سابقة في إنشاء مشاريع في المحرك. تم تطوير نموذج أولي للعمل ومحرر المستوى الأساسي في غضون أيام قليلة وبعد أسبوعين تم تقديم الإصدار الأول من اللعبة لبقية الاستوديو.
أثناء تصميم هيتمان، أخذ لوتز وفريقه بعين الاعتبار بعض العوامل المحددة مثل سعر اللعبة ووقت اللعب والعلامة التجارية ونمط اللعبة وتوقعات الجمهور وقيود الإنتاج ونموذج العمل. في حديثه عن نمط اللعبة، أشار لوتز إلى أنه كان بإمكان الفريق تطوير لعبة ركض لا نهاية لها لـهيتمان. لكنهم اعتقدوا أن هذا النمط من اللعب لا يتوافق مع قيمة السلسلة ولن يلقى استحسان جمهوره. بدلاً من ذلك، شعروا أن تحويل هيتمان إلى لعبة لوحية كانت أكثر ملاءمة لأنها تمنح اللاعبين وقتًا للتفكير والتخطيط قبل تنفيذ الحركات. وهذا يتماشى مع فكرة أن يكون هيتمان «لعبة الرجل المفكر». اختبر المصممون ميزة من شأنها أن تسمح للاعبين بالانتظار لتحقيق الأهداف، على غرار ألعاب هيتمان الرئيسية. تمت إزالة هذه الميزة من الإصدار النهائي لأسباب تتعلق باللعب لأنها تسمح للاعبين بقتل أي هدف على اللوحة ومنع الألغاز من العمل على النحو المنشود. تم استلهام الإلهام الفني للعبة من النماذج المعمارية والديوراما. تم إنشاء الشخصيات في أوضاع ثابتة بدون أي رسوم متحركة للأطراف، مثل قطع الشطرنج. بدلاً من إنشاء مواد مفصلة تتطلب ذاكرة إضافية، اختار الفنانون استخدام حوامل الألوان بحيث تشارك معظم الشخصيات المواد. سمحت لهم هذه الطريقة باستخدام مجموعة متنوعة من الألوان للشخصيات دون استهلاك موارد إضافية. اختار الفريق عدم تضمين الحوار أو المشاهد القصيرة أو البنية السردية الثقيلة في اللعبة، مشيرًا إلى أن الأشخاص غالبًا ما يلعبون ألعاب الفيديو في جلسات قصيرة على الأجهزة المحمولة.
تم الإعلان عن هيتمان غو في فبراير 2014. تم إصداره لنظام أي أو إس في 17 أبريل 2014، و أندرويد في 4 يونيو 2014. تم إطلاق إصدارات ويندوز وويندوز فون في 27 أبريل 2015. في معرض الترفيه الإلكتروني 2015، عرضت شركة تكنولوجيا الواقع الافتراضي (VR) Oculus VR نسخة من هيتمان لجهاز Samsung Gear VR. في 5 ديسمبر 2015، في بلاي ستيشن إكبيرينس، تم الإعلان عن هيتمان غو لجهاز بلاي ستيشن 4 وبلاي ستسشن فيتا بتاريخ إصدار 2016. تم إصدار هذا الإصدار في 23 فبراير 2016، باسم «الإصدار النهائي»، والذي يتضمن صورًا محسنة وجميع المحتويات الإضافية. تم إصدار «الإصدار النهائي» أيضًا على نظامي لينكس وويندوز عبر واجهة متجر ستيم.

## استقبال
| استقبال |                                                |
| --- | ---------------------------------------------- |
| مجموع النقاط المجموع نقاط ميتاكريتيك iOS: 81/100PC: 72/100 PS4: 77/100 VITA: 80/100 نتائج المراجعة نشرة نقاط دستركتويد 8/10 يورو غيمر 7/10 غيم سبوت 6/10 آي جي إن 8.2/10 جويستيك بي سي غيمر (المملكة المتحدة) 72/100 بوليغون 8/10 تاتش آركيد |                                                |
| مجموع النقاط |                                                |
| المجموع | نقاط                                           |
| ميتاكريتيك | iOS: 81/100PC: 72/100 PS4: 77/100 VITA: 80/100 |
| نتائج المراجعة |                                                |
| نشرة | نقاط                                           |
| دستركتويد | 8/10                                           |
| يورو غيمر | 7/10                                           |
| غيم سبوت | 6/10                                           |
| آي جي إن | 8.2/10                                         |
| جويستيك | 4/5 stars                                      |
| بي سي غيمر (المملكة المتحدة) | 72/100                                         |
| بوليغون | 8/10                                           |
| تاتش آركيد | 5/5 stars                                      |

تلقى هيتمان غو مراجعات «إيجابية بشكل عام» من نقاد محترفين، وفقًا لمجمع تقييم ألعاب الفيديو ميتاكريتيك. أشار العديد من النقاد أنهم كانوا متشككين في فكرة خروج هيتمان من جذورها في عمل التخفي من منظور شخص ثالث واتخاذ شكل لعبة ألغاز متنقلة، ولكن عند لعب اللعبة، اعترفوا بأنها كانت ممتعة ومبتكرة.
تمت الإشادة على نطاق واسع بالعرض المرئي للعبة ولعبة اللوحة الجمالية. اعتقد محرر جويستيك، أنتوني جون أنجيلو، أن تلوين وفكرة هيتمان غو كان أكثر جاذبية من التصميم المرئي المستخدم في هيتمان: أبسولوشن. أشاد بشاشة اختيار المستوى واستخدام مربعات ألعاب الطاولة في القوائم.أعربت بريتاني فنسنت أيضًا عن إعجابها بالقوائم النظيفة وأيقونات واجهة المستخدم، واعتقدت أن مستويات اللعبة تشبه بيوت الدمى. قارن كتّاب يورو غيمر وآي جي إن تصميم الشخصيات بقطع ألعاب لوحية مصغرة. أشاد مراجع Polygon أرثر جيس بساطة آليات اللعب والنهج البسيط. واعترف أن هيتمان غو التقط عناصر السلسلة وعبّر عنها ببراعة من خلال استخدام لعبة لوحية متطورة. وصف Agnello، مراجع جويستيك، هيتمان غو بأنه بداية موفقة لـ سكوير إينكس مونتريال وقال إن أسلوب اللعب يناسب الأجهزة التي تعمل باللمس. أثنى المراجعون على قيمة الإعادة والتحدي الموجود في إكمال أهداف المكافأة الإضافية.
كان أحد جوانب تصميم اللعبة الذي أثار الانتقادات هو أن قيود نظام المربعات أدت إلى نقص في المسارات المتاحة لإكمال المستوى. بينما اعتقد جيس من Polygon أن آليات الإلهاء والقتل قد تم تفسيرها جيدًا في إعداد لعبة اللوحة، وشعر بخيبة أمل لأن بعض المستويات لا يمكن إكمالها دون قتل الحراس غير المستهدفين. شاركه فنسنت من Destructoid أيضًا هذا الرأي، وعبر عن إحباطه من إزالة عنصر أساسي من سلسلة هيتمان. اعتقد كل من كتاب يورو غيمر أي جي إن أن عمليات الشراء داخل التطبيق كانت باهظة الثمن ولكنهم لاحظوا أنه يمكن تجاهلها بسهولة عند مشاركة حلول المستوى بانتظام على الإنترنت. عند مراجعة «الإصدار النهائي»، أكد Phil Savage من بي سي غيمر أن نسخة الكمبيوتر الشخصي فشلت في إخفاء خلفيته الاصلية والمتمثلة في نسخة المحمول. ووجد أن عمليات النقر والسحب بالماوس أقل من مثالي ولكنه لا يزال يثني على جماليات اللعبة وطريقة اللعب. وعبر كاتب غيم سبوت ماط باجيت عن استياءه من نسخة الواقع الافتراضي من هيتمان غو. وشعر أن اللعبة فشلت في تقديم الهروب الذي توقعه من لعبة الواقع الافتراضي. بينما اعترف بأن اللعبة نفسها كانت ممتازة، فقد ثنى القراء عن شراء نسخة VR مشيرًا إلى أنها لا تستحق العناء.
تلقت هيتمان غو ترشيحين - أفضل تصميم مرئي، وأفضل لعبة محمولة - في حفل توزيع جوائز Golden Joystiq لعام 2014، وفي عام 2015، تم ترشيح اللعبة في فئتين - اللعبة الأولى والجوال والمحمولة باليد - في حفل توزيع جوائز الألعاب الأكاديمية البريطانية الحادي عشر. أدرج كل من غيم سبوت وأي جي إن هيتمان غو كمرشح لأفضل لعبة محمولة لعام 2014 في قوائم نهاية العام. حصلت اللعبة أيضًا على جائزتين في فئة أفضل تصميم لعبة وأفضل لعبة أي أو إس في حفل توزيع جوائز ألعاب الفيديو الكندية لعام 2014. في جوائز الأكاديمية الوطنية لمراجعي تجارة ألعاب الفيديو (NAVGTR) لعام 2014، تلقى هيتمان غو ترشيحًا لفئة لعبة، الجائزة الخاصة.

## خلفاء
في 2015، أعلنت سكوير إينكس مونتريال عن لارا كروفت غو، خليفة هيتمان غو ضمن عالم توم رايدر. تم إصدارها في 27 أغسطس 2015. في اللعبة، يستخدم اللاعبون عناصر التحكم في الشاشة التي تعمل باللمس لتحريك لارا كروفت حول مستوى يتكون من عقد وخطوط. في حين أن الميكانيكا والتصميم الأساسيين يشبهان هيتمان غو، لم يرغب المطورون في أن تشبه لارا كروفت وكأنها إعادة مظهر، لذلك تم التركيز على الاستكشاف المبني على الألغاز وعناصر اللعب للعلامة التجارية توم رايدر. في العام التالي، أعلنت Square Enix Montreal عن عنوان مماثل ديوس إكس غو، ضمن سلسلة ديوس إكس.

## روابط خارجية
- الموقع الرسمي